# Álvaro Obregón (Michoacán)
Álvaro Obregón es una localidad mexicana ubicada en el centro del estado de Michoacán, cabecera del municipio homónimo.

## Historia
En los años 1760 a 1770 se establecieron los núcleos de población que en la actualidad forman Queréndaro y Álvaro Obregón. Originalmente fueron cascos de hacienda y por intermedio de prestanombres, pertenecían al clero. Lo que en la actualidad es Álvaro Obregón, correspondía a la Hacienda de San Bartolo Apóstol, nombre que perduró hasta 1950.
Esta hacienda perteneció al español don Domingo Toricis, quien mandó levantar el casco hacendario que actualmente corresponde a las instalaciones de la Presidencia Municipal. Los habitantes de Senguio y otras poblaciones se establecieron alrededor de esta hacienda, iniciando el pueblo de Álvaro Obregón.
En la guerra de Independencia, con la huida y expulsión de los españoles, la hacienda pasó a ser propiedad de don Juan de Dios Gómez, mexicano de origen y principal capataz de los Toricis. Para ese entonces el territorio de la hacienda comprendía: Uruétaro, La Presa, El Zapote, Tzintzimeo, La Purísima, Chehuayo y Las Trojes. Por decreto del 8 de octubre de 1929, se elevó a tenencia perteneciente al municipio de Indaparapeo y el 8 de febrero de 1930, se le otorgó la categoría de municipio, siendo la localidad su cabecera.

## Población
Cuenta con 9513 habitantes, lo que representa un incremento promedio de 0.78 % anual en el período 2010-2020 sobre la base de los 8820 habitantes registrados en el censo anterior. Ocupa una superficie de 3.872 km², lo que determina al año 2020 una densidad de 2457 hab/km².
| Gráfica de evolución demográfica de Álvaro Obregón entre 2000 y 2020 |
|                                                                      |
| Fuente: Instituto Nacional de Estadística Geografía e Informática    |

En el año 2010 estaba clasificada como una localidad de grado medio de vulnerabilidad social.
La población de Álvaro Obregón está mayoritariamente alfabetizada (4.84 % de personas analfabetas al año 2020) con un grado de escolarización en torno de los 8 años. Solo el 0.52 % de la población se reconoce como indígena.